# Pessina Cremonese
Pessina Cremonese là một đô thị ở tỉnh Cremona, vùng Lombardia của Italia, có vị trí cách khoảng 90 km về phía đông nam của Milan và khoảng 20 km về phía đông bắc của Cremona. Tại thời điểm ngày 31 tháng 12 năm 2004, đô thị này có dân số 748 người và diện tích là 22,1 km².
Pessina Cremonese giáp các đô thị: Cappella de' Picenardi, Gabbioneta-Binanuova, Isola Dovarese, Ostiano, Pescarolo ed Uniti, Torre de' Picenardi, Volongo.